# Độ phì đất
Độ phì đất, độ phì nhiêu hay độ màu mỡ là khả năng của đất để duy trì sự phát triển và lớn lên của cây trồng trong nông nghiệp, tức là cung cấp môi trường sống thực vật và mang lại sản lượng bền vững và nhất quán với chất lượng cao. Ở những vùng đất được sử dụng cho nông nghiệp và các hoạt động khác của con người, việc duy trì độ phì nhiêu của đất thường đòi hỏi phải sử dụng các biện pháp bảo tồn đất. Điều này là do xói mòn đất và các hình thức suy thoái đất khác thường dẫn đến sự suy giảm chất lượng liên quan đến một hoặc nhiều khía cạnh được chỉ ra theo các yếu tố hình thành.

## Tính chất
Một mảnh đất màu mỡ có các tính chất sau:
- Khả năng cung cấp chất dinh dưỡng và nước thiết yếu cho cây với số lượng và tỷ lệ thích hợp cho sự sinh trưởng và nhân giống của cây
- Sự vắng mặt của các chất độc hại có thể ức chế sự tăng trưởng của thực vật.

## Yếu tố hình thành
Các tính chất sau đây góp phần vào độ phì nhiêu của đất trong hầu hết các tình huống:
- Độ sâu của đất đủ để phát triển rễ và giữ nước đầy đủ
- Thoát nước bên trong tốt, cho phép sục khí đủ để tăng trưởng rễ tối ưu (mặc dù một số cây, chẳng hạn như lúa, chịu được ngập úng)
- Lớp đất mặt có đủ chất hữu cơ đất cho kết cấu đất khỏe và giữ ẩm cho đất
- Độ pH đất trong khoảng 5,5 đến 7,0 (phù hợp với hầu hết các loại cây nhưng một số cây thích hoặc chịu được nhiều điều kiện axit hoặc kiềm hơn)
- Nồng độ đầy đủ của các chất dinh dưỡng thực vật thiết yếu ở dạng thực vật có sẵn
- Sự hiện diện của một loạt các vi sinh vật hỗ trợ sự phát triển của thực vật

## Các biện pháp

### Bón phân đất
Phosphor sinh khả dụng là nguyên tố trong đất thường thiếu nhất. Nitơ và kali cũng cần thiết với số lượng đáng kể. Vì lý do này, ba yếu tố này luôn được xác định trong phân tích phân bón thương mại. Ví dụ, phân bón 10-10-15 có 10% nitơ, 10 phần trăm (P2O5) phosphor có sẵn và 15 phần trăm (K 2 O) kali hòa tan trong nước. Lưu huỳnh là yếu tố thứ tư có thể được xác định trong phân tích thương mại — ví dụ 21-0-0-24 sẽ chứa 21% nitơ và 24% sulfate.
Phân vô cơ thường rẻ hơn và có nồng độ chất dinh dưỡng cao hơn phân hữu cơ. Ngoài ra, vì nitơ, phosphor và kali nói chung phải ở dạng vô cơ được thực vật hấp thụ, phân bón vô cơ thường có sẵn ngay lập tức cho cây trồng mà không cần điều chỉnh. Tuy nhiên, một số người đã chỉ trích việc sử dụng phân bón vô cơ, cho rằng nitơ hòa tan trong nước không cung cấp cho nhu cầu lâu dài của cây và tạo ra ô nhiễm nước. Phân bón giải phóng chậm có thể làm giảm mất chất dinh dưỡng và có thể làm cho các chất dinh dưỡng mà chúng cung cấp duy trì trong một thời gian dài hơn.
Độ phì của đất là một quá trình phức tạp bao gồm sự luân chuyển liên tục các chất dinh dưỡng giữa các dạng hữu cơ và vô cơ. Do chất thải thực vật và chất thải động vật bị phân hủy bởi các vi sinh vật, chúng giải phóng các chất dinh dưỡng vô cơ vào dung dịch đất, một quá trình được gọi là khoáng hóa. Những chất dinh dưỡng này sau đó có thể trải qua các biến đổi tiếp theo có thể được hỗ trợ hoặc kích hoạt bởi các vi sinh vật đất. Giống như thực vật, nhiều vi sinh vật yêu cầu hoặc ưu tiên sử dụng các dạng vô cơ của nitơ, phosphor hoặc kali và sẽ cạnh tranh với thực vật để lấy các chất dinh dưỡng này, buộc các chất dinh dưỡng trong sinh khối vi sinh vật, một quá trình thường được gọi là cố định đất (immobilization). Sự cân bằng giữa các quá trình cố định và khoáng hóa phụ thuộc vào sự cân bằng và sẵn có của các chất dinh dưỡng chính và carbon hữu cơ cho các vi sinh vật đất. Các quá trình tự nhiên như sét đánh có thể cố định nitơ trong khí quyển bằng cách chuyển đổi nó thành (NO2). Khử nitrat có thể xảy ra trong điều kiện yếm khí như lũ lụt với sự hiện diện của vi khuẩn khử nitơ. Các cation dinh dưỡng, bao gồm kali và nhiều vi chất dinh dưỡng, được giữ trong các liên kết tương đối mạnh với các phần tích điện âm của đất trong một quá trình được gọi là khả năng trao đổi cation.
Năm 2008, chi phí phosphor làm phân bón tăng hơn gấp đôi, trong khi giá phosphat đá làm hàng hóa cơ sở tăng gấp tám lần. Gần đây, thuật ngữ phosphor đỉnh đã được đặt ra, do sự xuất hiện hạn chế của phosphat đá trên thế giới.

## Cạn kiệt đất
Sự suy giảm đất (soil depletion) xảy ra khi các thành phần góp phần vào độ phì nhiêu bị loại bỏ và không được thay thế, và các điều kiện hỗ trợ độ phì của đất không được duy trì. Điều này dẫn đến năng suất cây trồng kém.
Sự cạn kiệt lớp đất mặt xảy ra khi lớp đất hữu cơ giàu chất dinh dưỡng, phải mất hàng trăm đến hàng ngàn năm để xây dựng trong điều kiện tự nhiên, bị xói mòn hoặc cạn kiệt vật liệu hữu cơ ban đầu của nó. Trong lịch sử, nhiều sự sụp đổ của các nền văn minh trong quá khứ có thể được quy cho sự cạn kiệt của lớp đất mặt. Kể từ khi bắt đầu sản xuất nông nghiệp ở vùng đồng bằng lớn của Bắc Mỹ vào những năm 1880, khoảng một nửa lớp đất mặt của nó đã biến mất.

### Nguyên nhân
Trong nông nghiệp, sự cạn kiệt có thể là do canh tác quá mạnh và quản lý đất không đủ. Độ phì của đất có thể bị thách thức nghiêm trọng khi sử dụng đất thay đổi nhanh chóng. Một trong những sự xuất hiện phổ biến nhất của sự suy giảm đất vào năm 2008 là ở các vùng nhiệt đới nơi hàm lượng dinh dưỡng của đất thấp. Các tác động kết hợp của mật độ dân số ngày càng tăng, khai thác gỗ công nghiệp quy mô lớn, nông nghiệp chặt và đốt, và các yếu tố khác, ở một số nơi đã làm cạn kiệt đất thông qua việc loại bỏ nhanh chóng và gần như toàn bộ chất dinh dưỡng. Sự suy giảm có thể xảy ra thông qua một loạt các tác động khác, bao gồm quá tải (làm hỏng cấu trúc đất), sử dụng các yếu tố dinh dưỡng dẫn đến khai thác ngân hàng dinh dưỡng đất và nhiễm mặn đất.

### Các quốc gia bị ảnh hưởng
Sự cạn kiệt của đất đã ảnh hưởng đến tình trạng của thực vật và cây trồng trong nông nghiệp ở nhiều quốc gia. Ví dụ, ở Trung Đông, nhiều quốc gia gặp khó khăn trong việc trồng sản xuất vì hạn hán, thiếu đất và thiếu nước tưới. Nơi đây có ba quốc gia cho thấy sự sụt giảm trong sản xuất cây trồng, tỷ lệ suy giảm năng suất cao nhất được tìm thấy ở vùng đồi núi và vùng đất khô. Nhiều quốc gia ở châu Phi cũng trải qua sự cạn kiệt của đất đai màu mỡ. Ở những vùng có khí hậu khô như Sudan và các quốc gia tạo nên sa mạc Sahara, hạn hán và suy thoái đất (soil degradation) là phổ biến. Cây hoa màu như trà, ngô và đậu đòi hỏi nhiều chất dinh dưỡng để phát triển khỏe mạnh. Độ phì nhiêu của đất đã giảm ở các vùng trồng trọt ở châu Phi và việc sử dụng phân bón nhân tạo và tự nhiên đã được sử dụng để lấy lại các chất dinh dưỡng của đất nền.

### Yếu tố thể chế
Ví dụ, ở thuộc địa New England, thực dân đã đưa ra một số quyết định làm cạn kiệt đất, bao gồm: cho phép các loài động vật đi lang thang tự do, không bổ sung đất bằng phân chuồng và một chuỗi các sự kiện dẫn đến xói mòn. William Cronon đã viết rằng "... hậu quả lâu dài là khiến những vùng đất đó lâm nguy. Việc chặt phá rừng, gia tăng lũ lụt tàn phá, nén đất và cắt xén chặt chẽ bằng cách chăn thả gia súc, cày xới - tất cả dẫn đến tăng xói mòn."
Về vai trò của chủ nghĩa tư bản trong việc cạn kiệt đất. Trong Tư bản, Tập I, Karl Marx viết:
tất cả những tiến bộ trong nông nghiệp tư bản là một tiến bộ trong nghệ thuật, không chỉ là cướp của người lao động, mà còn là cướp đất; Tất cả tiến bộ trong việc tăng độ phì nhiêu của đất trong một thời gian nhất định, là một tiến bộ hướng tới hủy hoại các nguồn sinh sản lâu dài. Chẳng hạn, một quốc gia bắt đầu phát triển dựa trên nền tảng của ngành công nghiệp hiện đại, như Hoa Kỳ, thì quá trình hủy diệt này càng nhanh. Do đó, sản xuất tư bản phát triển công nghệ và kết hợp các quy trình khác nhau thành một tổng thể xã hội, chỉ bằng cách tạo ra nguồn gốc của tất cả sự giàu có - đất đai và người lao động.

## Tác động nước tưới
Chất lượng nước tưới rất quan trọng để duy trì độ phì và độ trồng (tilth) của đất, và để cây sử dụng nhiều độ sâu trong đất hơn. Khi đất được tưới bằng nước có độ kiềm cao, muối natri không mong muốn tích tụ trong đất sẽ làm cho khả năng thoát nước của đất rất kém. Vì vậy, rễ cây không thể xâm nhập sâu vào đất để tăng trưởng tối ưu trong đất kiềm. Khi đất được tưới với độ pH thấp hoặc nước có tính axit, các muối hữu ích (Ca, Mg, K, P, S, v.v.) bị loại bỏ bằng cách hút nước từ đất chua và ngoài ra muối nhôm và mangan không mong muốn được hòa tan từ đất vào cây gây cản trở sự phát triển của cây. Khi đất được tưới bằng nước có độ mặn cao hoặc đủ nước không thoát ra khỏi đất được tưới, đất sẽ chuyển thành đất mặn hoặc mất độ phì. Nước mặn tăng cường áp lực turgor hoặc yêu cầu áp suất thẩm thấu làm cản trở việc lấy nước và chất dinh dưỡng của rễ cây.
Sự đánh mất lớp đất mặt diễn ra trong đất kiềm do xói mòn do nước mưa chảy hoặc thoát nước khi chúng tạo thành chất keo (bùn mịn) tiếp xúc với nước. Thực vật chỉ hấp thụ muối vô cơ tan trong nước từ đất để sinh trưởng. Đất như vậy không làm mất độ phì nhiêu chỉ bằng cách trồng trọt mà mất đi độ phì nhiêu do tích tụ muối vô cơ không mong muốn và cạn kiệt từ đất do tưới không đúng cách và nước mưa axit (số lượng và chất lượng nước). Độ phì nhiêu của nhiều loại đất không phù hợp với sự phát triển của cây có thể được tăng cường nhiều lần bằng cách cung cấp đủ nước tưới có chất lượng phù hợp và thoát nước tốt từ đất.

## Phân bố toàn cầu

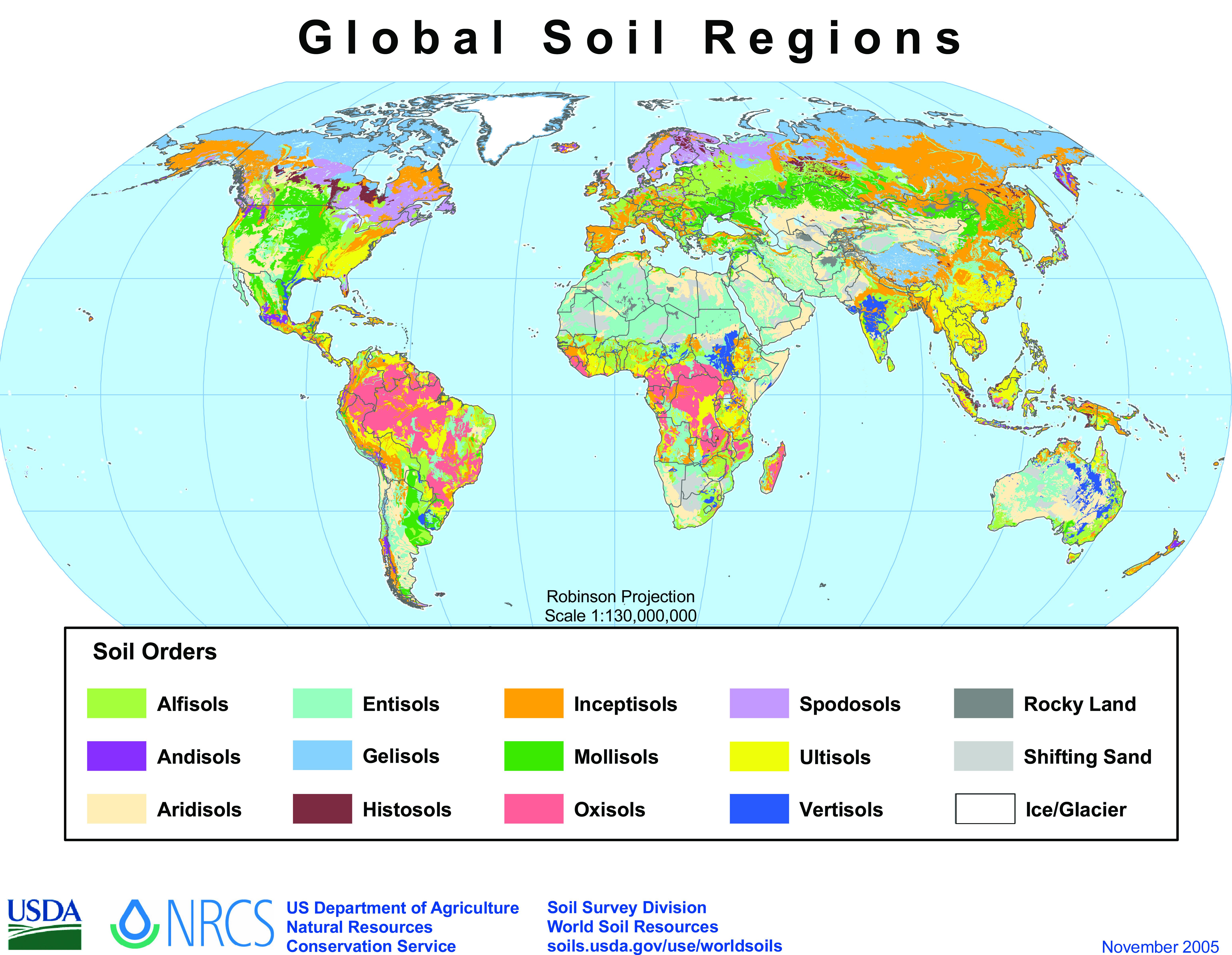
Phân phối toàn cầu các loại đất của hệ thống phân loại đất USDA. Mollisols, được hiển thị ở đây trong màu xanh đậm, là một chỉ số tốt (mặc dù không phải là duy nhất) về độ phì đất cao. Mollisols, được hiển thị ở đây trong màu xanh đậm, là một chỉ số tốt (mặc dù không phải là duy nhất) về độ phì đất cao. Chúng trùng khớp với một khu vực rộng lớn với các khu vực sản xuất ngũ cốc lớn của thế giới như các quốc gia đồng cỏ Bắc Mỹ, Pampa và Gran Chaco của Nam Mỹ và vành đai đất đen từ Ukraine đến Trung Á.